# Solomon Bockarie
Solomon Bockarie (Makeni, 18 mei 1987) is een Nederlandse atleet, die is gespecialiseerd in de sprint. Hij nam driemaal deel aan de Olympische Spelen, waarvan tweemaal voor Nederland. 

## Biografie
Bockarie is geboren in Sierra Leone. Op de Olympische Spelen van 2008 in Peking was hij vlaggendrager voor Sierra Leone onder de naam Solomon Bayoh. Op de 200 meter werd hij in de series uitgeschakeld (59e tijd).
Bockarie kreeg op 22 mei 2015, toen hij vijf jaar in Nederland had gewoond, de Nederlandse nationaliteit. De IAAF gaf op 15 juni 2015 groen licht om voor Nederland uit te komen.
Op de wereldkampioenschappen van 2015 in Peking kwam Bockarie met zijn teamgenoten Patrick van Luijk, Liemarvin Bonevacia en Hensley Paulina uit op de 4 × 100 m estafette. Het team sneuvelde in de kwalificatieronde met een tijd 38,41 s. Een jaar later kwam hij bij de Europese kampioenschappen  in Amsterdam uit op de 100 m, 200 m en de 4 × 100 m estafette. Op alle nummers behaalde hij de finale, waarin hij respectievelijk zevende in 10,25, vierde in 20,56 en vierde in 38,57 werd.
Bockarie plaatste zich voor de Olympische Spelen van 2016 in Rio de Janeiro, waar hij Nederland vertegenwoordigde op de onderdelen 100 m, 200 m en 4 × 100 m estafette. Op de 100 m werd hij net als kopman Churandy Martina in de series uitgeschakeld. Bockarie eindigde in de achtste en laatste serie op de vijfde plaats, in 10,36. Ook op de 200 m sneuvelde hij in de series met een tijd van 20.42. Op de estafette was de tijd van het Nederlandse team in de kwalificatieronde onvoldoende snel om door te mogen stromen naar de finale.
Bockarie is aangesloten bij ARV Ilion in Zoetermeer.

## Nederlandse kampioenschappen
Indoor
| Onderdeel | Jaar       |
| --------- | ---------- |
| 60 m      | 2016, 2017 |

## Persoonlijke records
Outdoor
| Onderdeel | Prestatie | Datum            | Plaats    |
| --------- | --------- | ---------------- | --------- |
| 100 m     | 10,13 s   | 7 juli 2016      | Amsterdam |
| 200 m     | 20,37 s   | 31 augustus 2016 | Velenje   |

Indoor
| Onderdeel | Prestatie | Datum            | Plaats |
| --------- | --------- | ---------------- | ------ |
| 60 m      | 6,62 s    | 24 februari 2017 | Madrid |

## Palmares

### 60 m
- 2014: DNS WK indoor
- 2016:  NK indoor - 6,68 s
- 2017:  NK indoor - 6,68 s

### 100 m
- 2014: 6e in serie Gemenebestspelen - 10,83	s
- 2015:  NK - 10,29 s
- 2016:  NK - 10,21 s
- 2016: 7e EK - 10,25 (in ½ fin. 10,13)
- 2016: 5e in serie OS - 10,36 s
- 2021:  NK - 10,43 s (+0,7 m/s)

### 200 m
- 2008: 8e in serie OS - 22,06 s
- 2014: 5e in serie Gemenebestspelen - 21,45 s
- 2015:  NK - 20,81 s
- 2016:  NK - 20,44 s (in ½ fin. 20,39)
- 2016: 4e EK - 20,56 s
- 2016: 3e in serie OS - 20,42 s
- 2017: 6e FBK Games - 20,87 s (-1,2 m/s)
- 2018:  NK - 21,01 s (-3,2 m/s)
- 2018: 8e EK - 20,39 s (+0,7 m/s)

### 4 × 100 m
- 2014: serie Gemenebestspelen - 40,55 s
- 2015: 6e in kwal. WK - 38,41 s
- 2016:  Golden Gala - 38,44 s
- 2016: 4e EK - 38,57 s
- 2016: 7e London Grand Prix - 39,01 s
- 2016: 8e in serie OS - 38,53 s
- 2017: DNF World Athletics Relays in Nassau (in serie 38,71 s)

### 4 × 400 m
- 2014: DNS Gemenebestspelen

## Trivia
- Tijdens de warming-up luistert hij graag naar Gospel.[2]